# Jules Melaerts

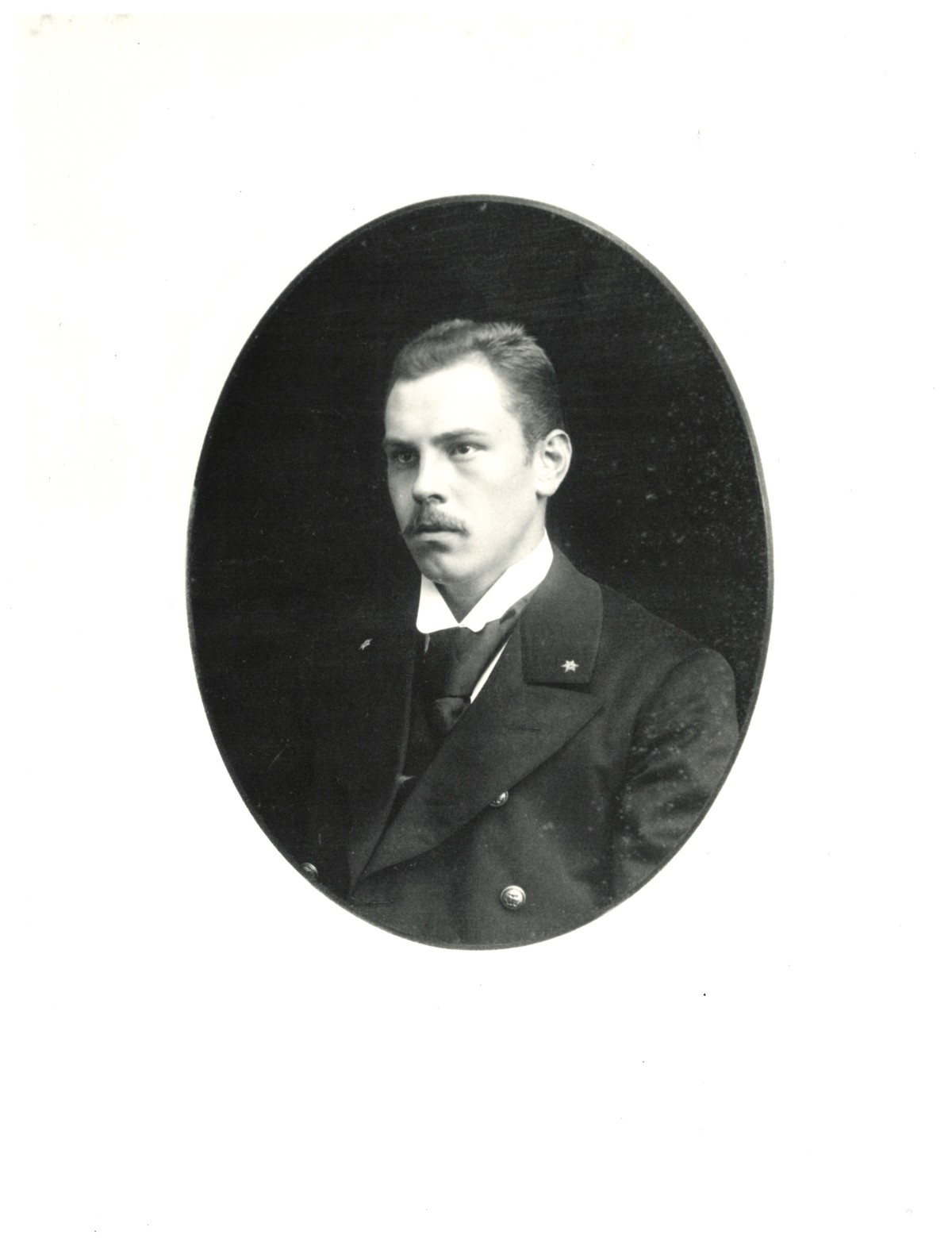
Portret van Jules Melaerts

Jules Melaerts (Brussel, 21 juni 1876- Oostende, 19 augustus 1954) nam als derde luitenant deel aan de Belgische Zuidpoolexpeditie (1897-1899) onder leiding van commandant Adrien de Gerlache. De bemanningsleden van de Belgica stonden na afloop van hun reis bekend als de eerste mensen die overwinterd hadden op de Zuidpool. 

## Biografie

### Jeugdjaren
Jules Melaerts werd geboren in Etterbeek te Brussel. In zijn vroege leven volgde hij les aan het Sint-Michielcollege, waarna hij ook schoolliep aan de Zeevaartschool in Antwerpen. Op achttienjarige leeftijd verkreeg hij zijn diploma als onderluitenant op de lange vaart. Zijn expertise werd opgemerkt door Adrien de Gerlache die een bemanning trachtte samen te brengen om een reis naar de Zuidpool te ondernemen. De Gerlache stuurde Melaerts voor aanvang van vertrek mee met Noorse walvisvaarders op de Kommandor Svend Föyn die van Rotterdam naar Canada zouden varen, zodanig hij de nodige ervaring op kon doen over de Arctische zee en het Noordpoolgebied. Op eenentwintigjarige leeftijd maakte Melaerts dan effectief deel uit van de Gerlache zijn bemanning.

### Belgica-expeditie (1897-1899)

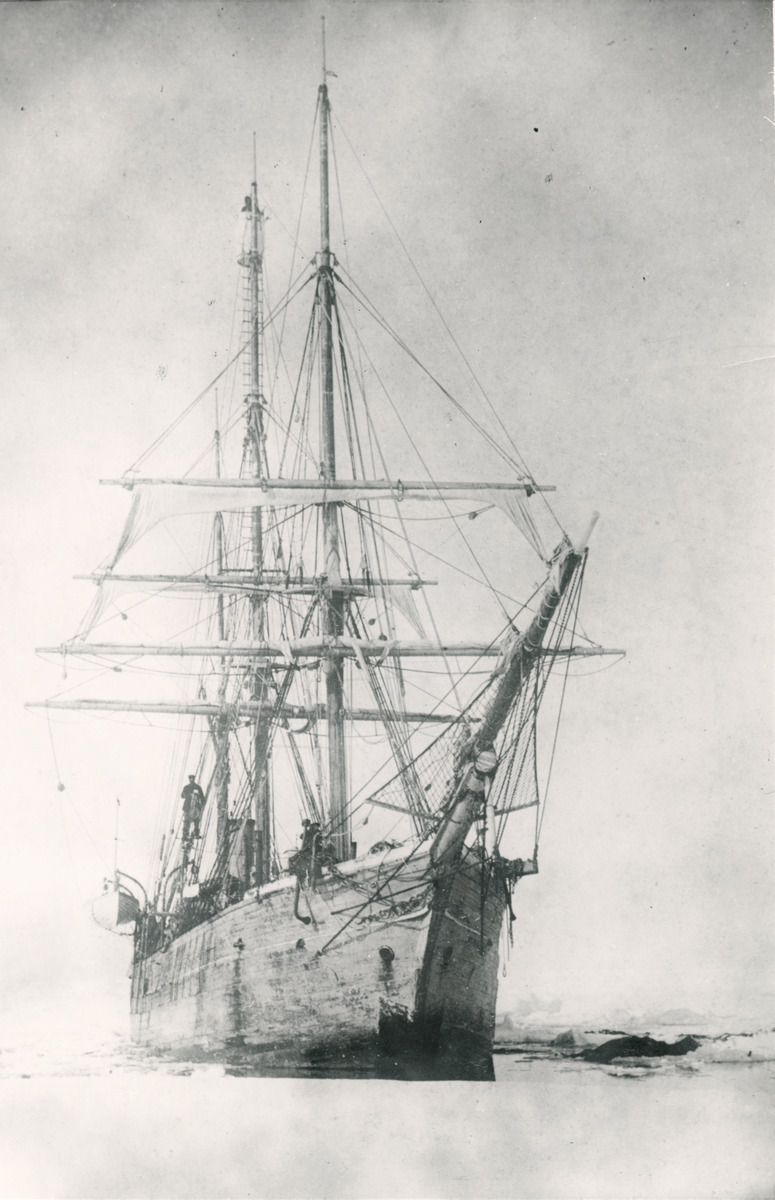
De Belgica die vastzit in het ijs

Melaerts verkreeg tijdens de Belgica-expeditie de positie van derde luitenant-zeiler. Op 28 februari 1898 kwam de Belgica gedurende dertien maanden vast te zitten in het ijs. Tijdens de Poolnacht was hij verantwoordelijk voor het materiaal van de lodingen en op het toezien van de dagelijkse werken aan boord. In deze periode kregen vele bemanningsleden last van scheurbuik, waaronder hijzelf en De Gerlache. De laatstgenoemde stelde door het verslechteren van zijn eigen fysieke toestand dan ook een testament op waarin Melaerts als leider van de expeditie zou worden aangesteld indien De Gerlache of Lecointe zou sterven, maar zo ver kwam het nooit. Door het centrale comité van het Koninklijk Belgisch Aardrijkskundig Genootschap verkreeg Melaerts een zilveren medaille als dankbetuiging voor de wetenschappelijke verdiensten en opoffering van de bemanningsleden tijdens hun expeditie.

### Latere leven
Na de Belgica-expeditie was Melaerts nog werkzaam binnen de marine en werkte hij zijn maritieme carrière verder uit. Zo ondernam hij nog een reis naar de Noordpool en werd hij in 1908 onderbevelhebber van het opleidingsschip de Comte de Smet Naeyer. Hij eindigde uiteindelijk zijn carrière als havenkapitein van Zeebrugge (1908-1941). Jules Melaerts stierf op 19 augustus 1954 te Oostende.

## Afbeeldingen

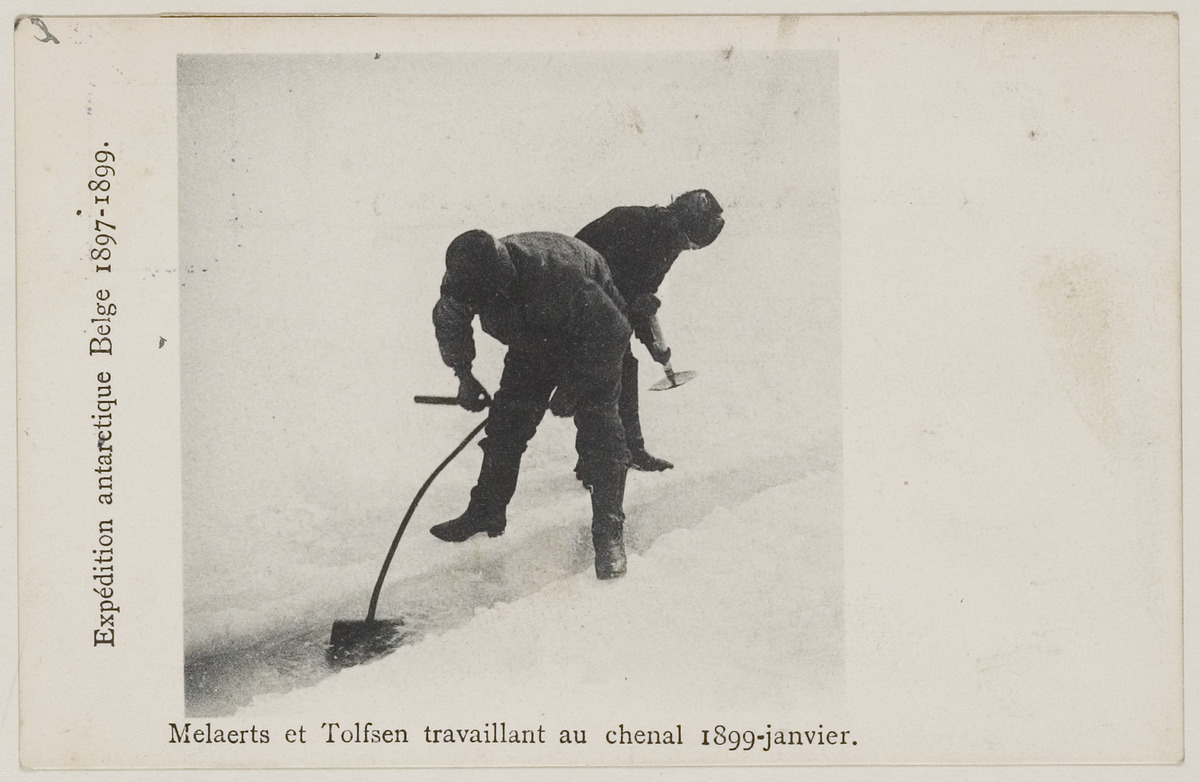
Postkaart van de Belgica-expeditie. Melaerts en Tolfsen graven aan het kanaal om de Belgica te bevrijden
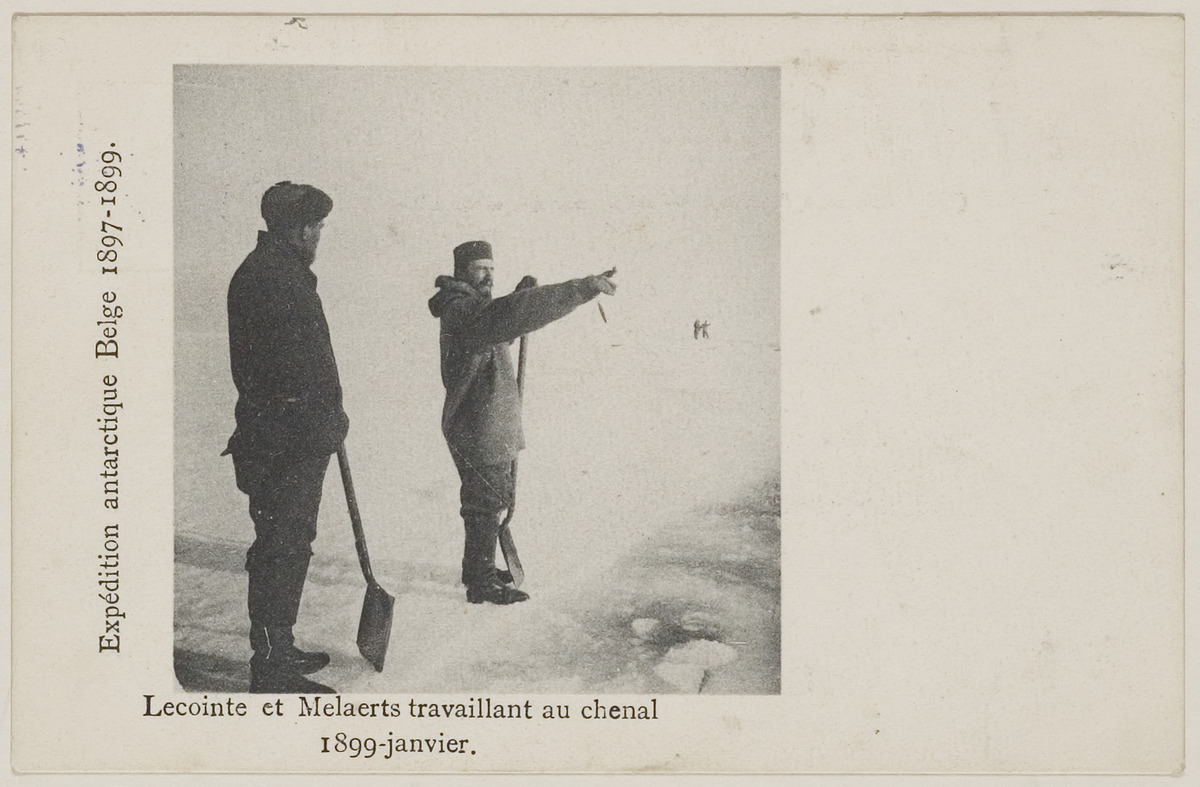
Postkaart van de Belgica-expeditie. Lecointe en Melaerts werken aan het kanaal om de Belgica te bevrijden
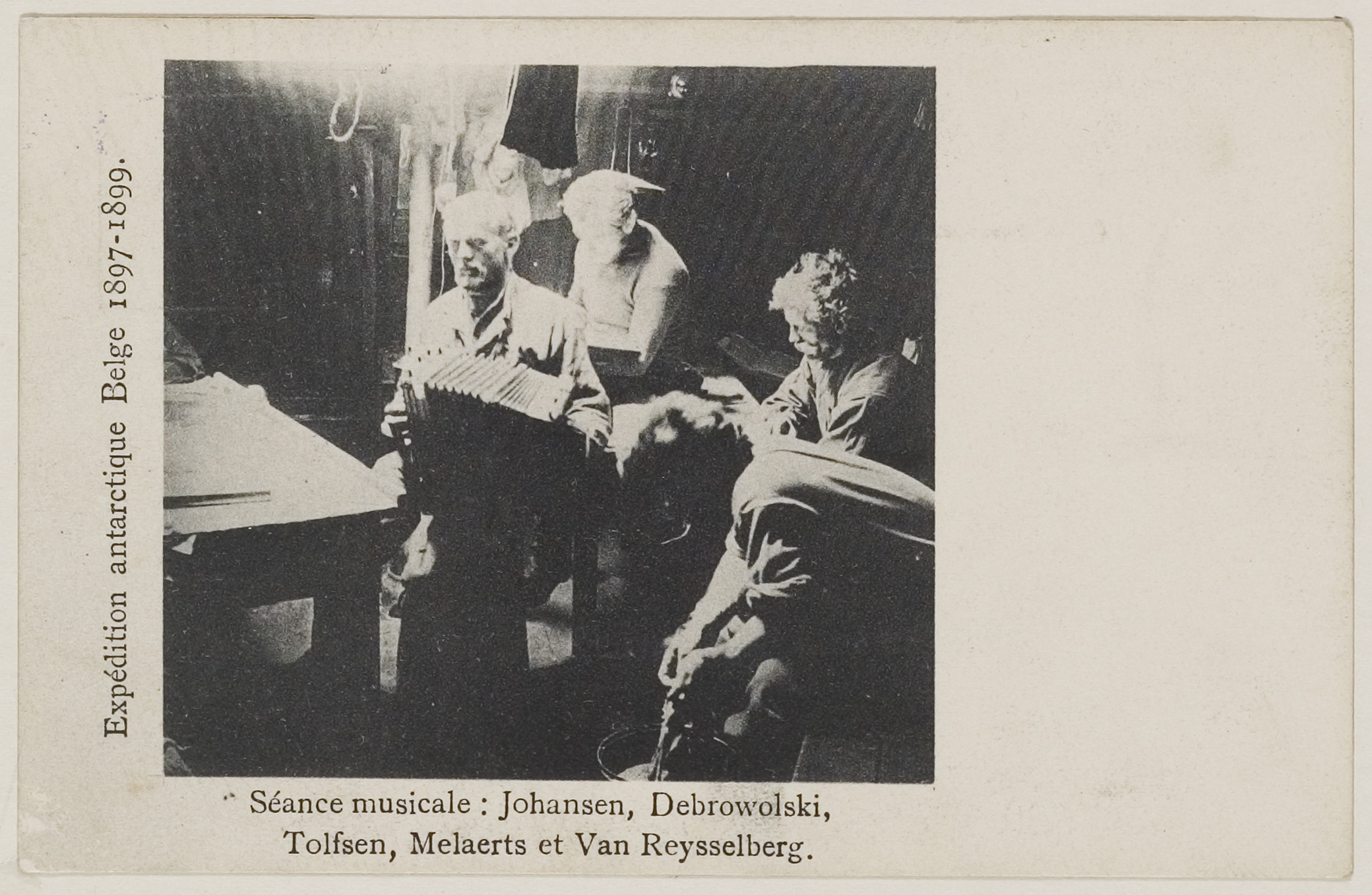
Melaerts in het gezelschap van Johansen, Debrowolski, Tolfsen en Van Reysselberghe op de Belgica
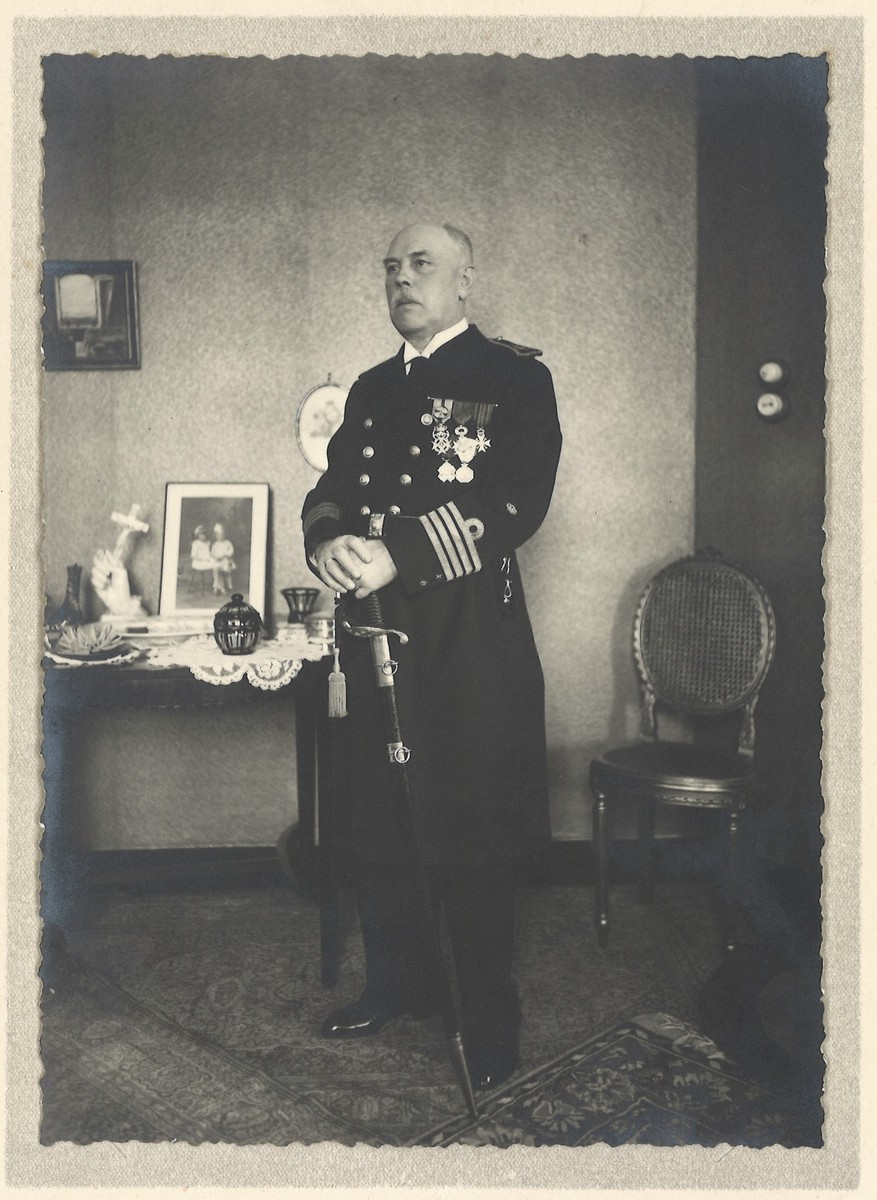
Portret van Jules Melaerts, havenkapitein van Zeebrugge (1908-1941)